# Arquettes-en-Val
Arquettes-en-Val est une commune française, située dans le département de l'Aude en région Occitanie.
Sur le plan historique et culturel, la commune fait partie du massif des Corbières, un chaos calcaire formant la transition entre le Massif central et les Pyrénées. Exposée à un climat méditerranéen, elle est drainée par le ruisseau des Lanes et par deux autres cours d'eau. La commune possède un patrimoine naturel remarquable : un site Natura 2000 (les « Corbières occidentales ») et deux zones naturelles d'intérêt écologique, faunistique et floristique.
Arquettes-en-Val est une commune rurale qui compte 79 habitants en 2022, après avoir connu un pic de population de 274 habitants en 1886. Elle fait partie de l'aire d'attraction de Carcassonne. Ses habitants sont appelés les Arquettois ou  Arquettoises.
La commune d'Arquettes-en-Val fait partie des rares communes françaises à avoir 0 € de dette.

## Géographie

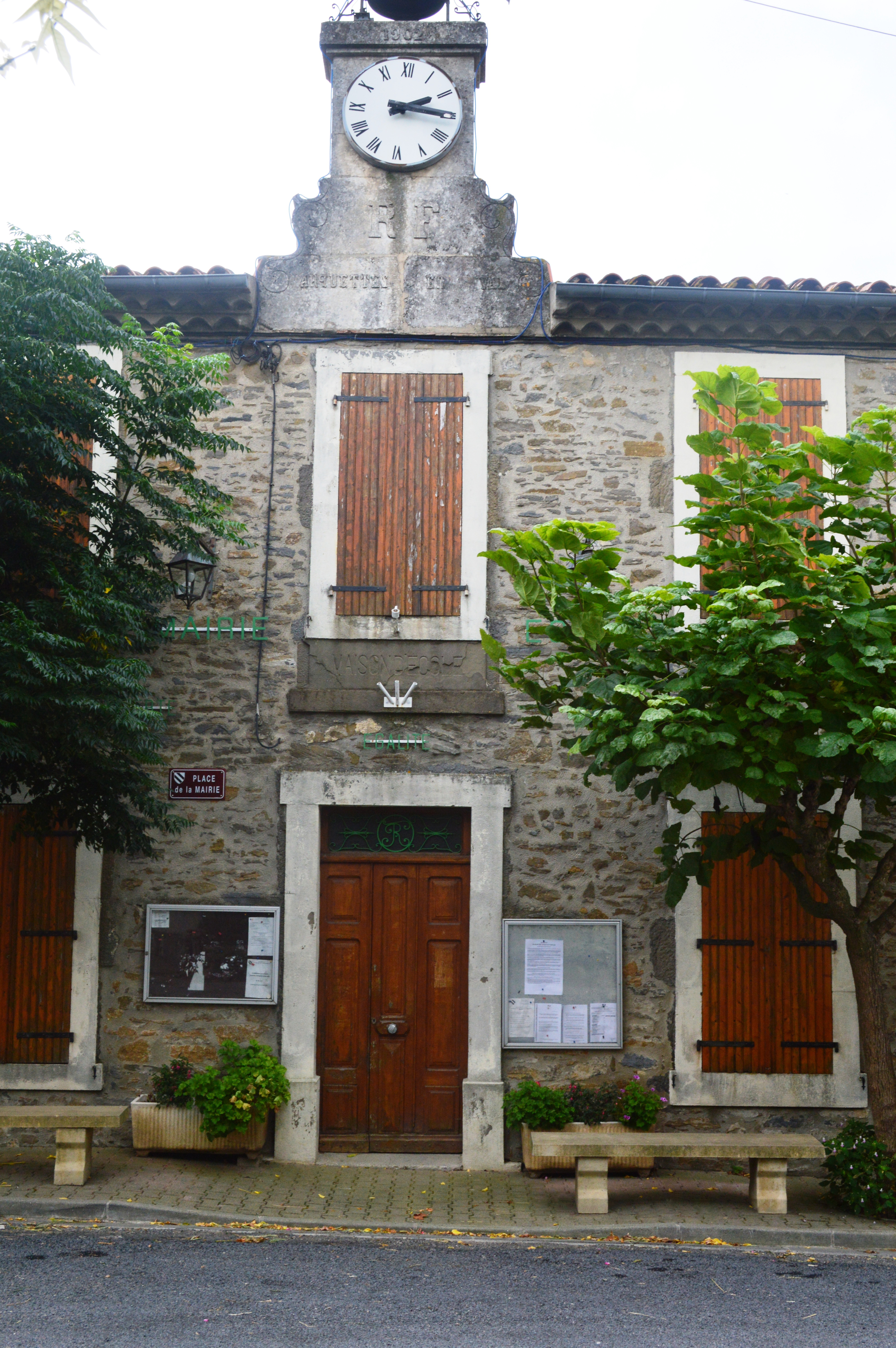
La mairie.

### Localisation
Arquettes-en-Val est une commune des Corbières située dans l'AOC Corbières.

### Communes limitrophes
Les communes limitrophes sont  Fajac-en-Val, Labastide-en-Val, Serviès-en-Val, Val-de-Dagne et Villetritouls.
| Fajac-en-Val                       |                  | Val-de-Dagne   |
| Villar-en-Val (par un quadripoint) | Arquettes-en-Val |                |
| Labastide-en-Val                   | Villetritouls    | Serviès-en-Val |

### Géologie et relief
Arquettes-en-Val se situe en zone de sismicité 2 (sismicité faible).

### Hydrographie
La commune est dans la région hydrographique « Côtiers méditerranéens », au sein du bassin hydrographique Rhône-Méditerranée-Corse. Elle est drainée par le ruisseau des Lanes, le ruisseau de la Jonquière et le ruisseau des Lys, constituant un réseau hydrographique de 10 km de longueur totale,.

### Climat
Pour des articles plus généraux, voir Climat de l'Occitanie et Climat de l'Aude.
En 2010, le climat de la commune est de type climat méditerranéen altéré, selon une étude s'appuyant sur une série de données couvrant la période 1971-2000. En 2020, Météo-France publie une typologie des climats de la France métropolitaine dans laquelle la commune est dans une zone de transition entre le climat océanique altéré et le climat méditerranéen et est dans une zone de transition entre les régions climatiques « Pyrénées orientales » et « Provence, Languedoc-Roussillon ».
Pour la période 1971-2000, la température annuelle moyenne est de 13,8 °C, avec une amplitude thermique annuelle de 15,8 °C. Le cumul annuel moyen de précipitations est de 808 mm, avec 8,9 jours de précipitations en janvier et 3,9 jours en juillet. Pour la période 1991-2020, la température moyenne annuelle observée sur la station météorologique installée sur la commune est de 14,3 °C et le cumul annuel moyen de précipitations est de 820,2 mm,. Pour l'avenir, les paramètres climatiques de la commune estimés pour 2050 selon différents scénarios d'émission de gaz à effet de serre sont consultables sur un site dédié publié par Météo-France en novembre 2022.
| Mois                                  | jan.          | fév.          | mars          | avril         | mai           | juin          | jui.          | août           | sep.           | oct.          | nov.            | déc.            | année     |
| ------------------------------------- | ------------- | ------------- | ------------- | ------------- | ------------- | ------------- | ------------- | -------------- | -------------- | ------------- | --------------- | --------------- | --------- |
| Température minimale moyenne (°C)     | 3,6           | 3,7           | 5,9           | 8             | 11,4          | 15            | 17,3          | 17,3           | 14,2           | 11,3          | 7               | 4,3             | 9,9       |
| Température moyenne (°C)              | 6,8           | 7,4           | 10,2          | 12,6          | 16,1          | 20,1          | 22,8          | 22,9           | 19,2           | 15,3          | 10,4            | 7,6             | 14,3      |
| Température maximale moyenne (°C)     | 10            | 11,2          | 14,5          | 17,2          | 20,8          | 25,2          | 28,2          | 28,5           | 24,3           | 19,3          | 13,8            | 10,8            | 18,6      |
| Record de froid (°C) date du record   | −6,7 11.01.10 | −8,9 08.02.12 | −8 01.03.05   | −2,3 08.04.21 | 0,8 04.05.10  | 6,6 04.06.01  | 9,5 17.07.00  | 8,3 30.08.1998 | 3,4 29.09.1993 | −1,5 30.10.12 | −7,8 22.11.1998 | −6,3 15.12.1995 | −8,9 2012 |
| Record de chaleur (°C) date du record | 21 03.01.1998 | 25,4 27.02.19 | 25,6 21.03.02 | 30,1 09.04.11 | 34,3 30.05.01 | 40,1 17.06.22 | 38,7 16.07.22 | 42,3 23.08.23  | 35,8 03.09.16  | 31,1 10.10.23 | 25,6 06.11.15   | 22,1 23.12.22   | 42,3 2023 |
| Précipitations (mm)                   | 88,5          | 68,5          | 72,2          | 87,8          | 74,9          | 45,9          | 29,5          | 36,1           | 55,4           | 84,2          | 94,8            | 82,4            | 820,2     |

### Milieux naturels et biodiversité

#### Réseau Natura 2000

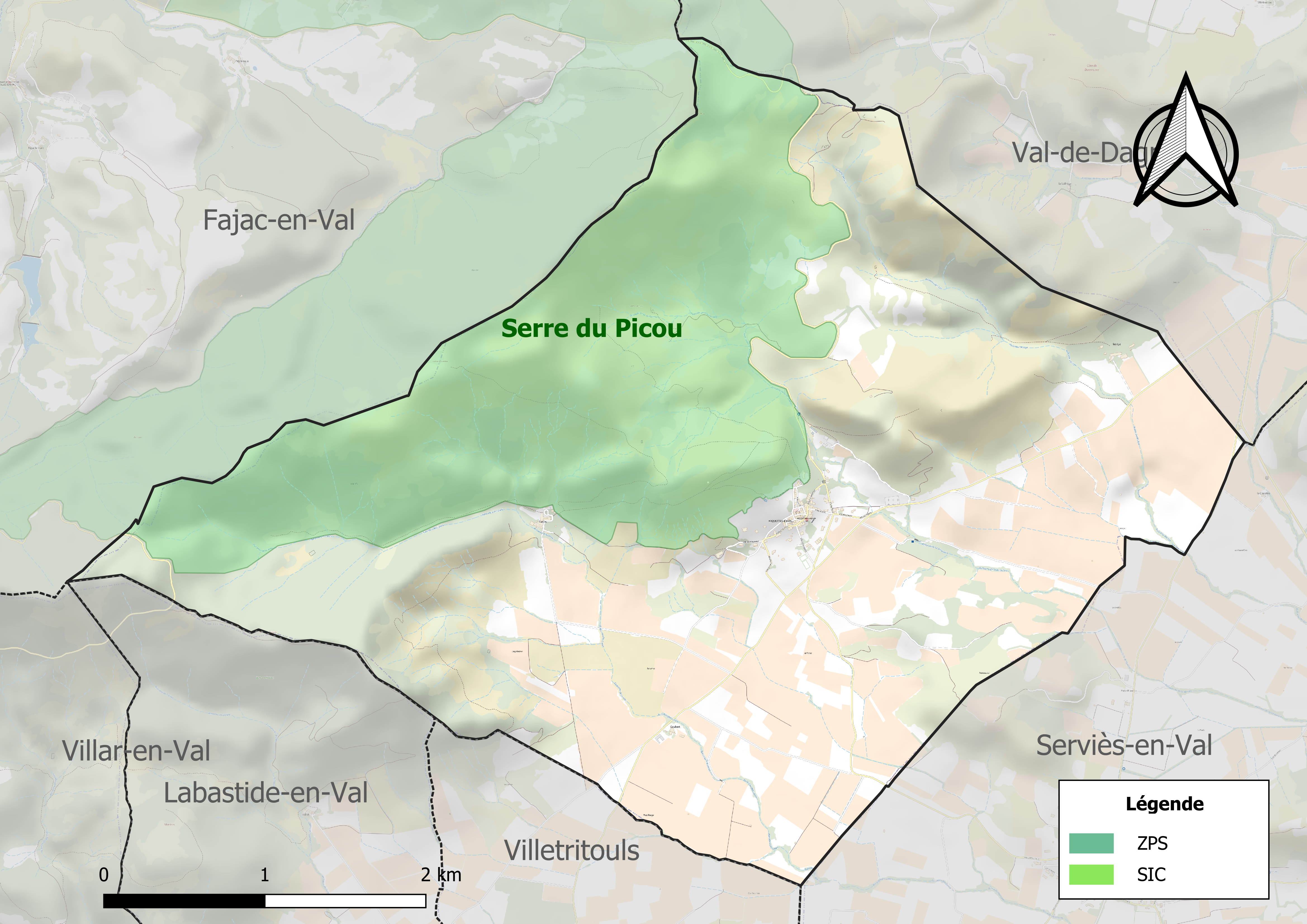
Sites Natura 2000 sur le territoire communal.

Le réseau Natura 2000 est un réseau écologique européen de sites naturels d'intérêt écologique élaboré à partir des directives habitats et oiseaux, constitué de zones spéciales de conservation (ZSC) et de zones de protection spéciale (ZPS).
Un site Natura 2000 a été défini sur la commune au titre  de la directive oiseaux : les « corbières occidentales », d'une superficie de 22 912 ha, présentant des milieux propices à la nidification des espèces rupicoles : des couples d'Aigles royaux occupent partagent l'espace avec des espèces aussi significatives que le Faucon pèlerin, le Grand-duc d'Europe ou le Circaète Jean-le-Blanc.

#### Zones naturelles d'intérêt écologique, faunistique et floristique
L’inventaire des zones naturelles d'intérêt écologique, faunistique et floristique (ZNIEFF) a pour objectif de réaliser une couverture des zones les plus intéressantes sur le plan écologique, essentiellement dans la perspective d’améliorer la connaissance du patrimoine naturel national et de fournir aux différents décideurs un outil d’aide à la prise en compte de l’environnement dans l’aménagement du territoire.
Une ZNIEFF de type 1 est recensée sur la commune, la « serre du Picou » (734 ha), couvrant 3 communes du département, et une ZNIEFF de type 2,, les « Corbières occidentales » (59 005 ha), couvrant 66 communes du département.

Carte des ZNIEFF de type 1 et 2 à Arquettes-en-Val.
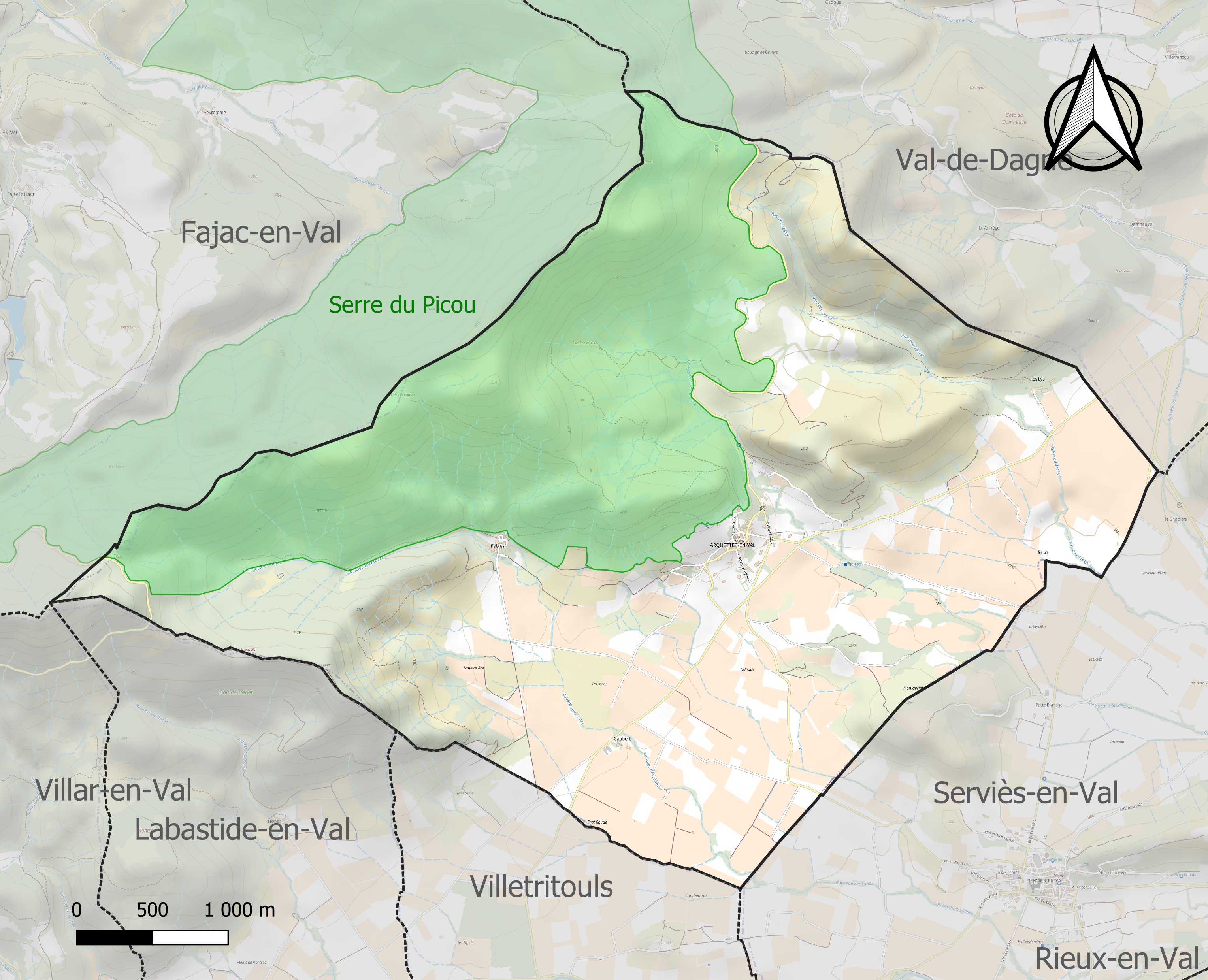
Carte de la ZNIEFF de type 1 sur la commune.
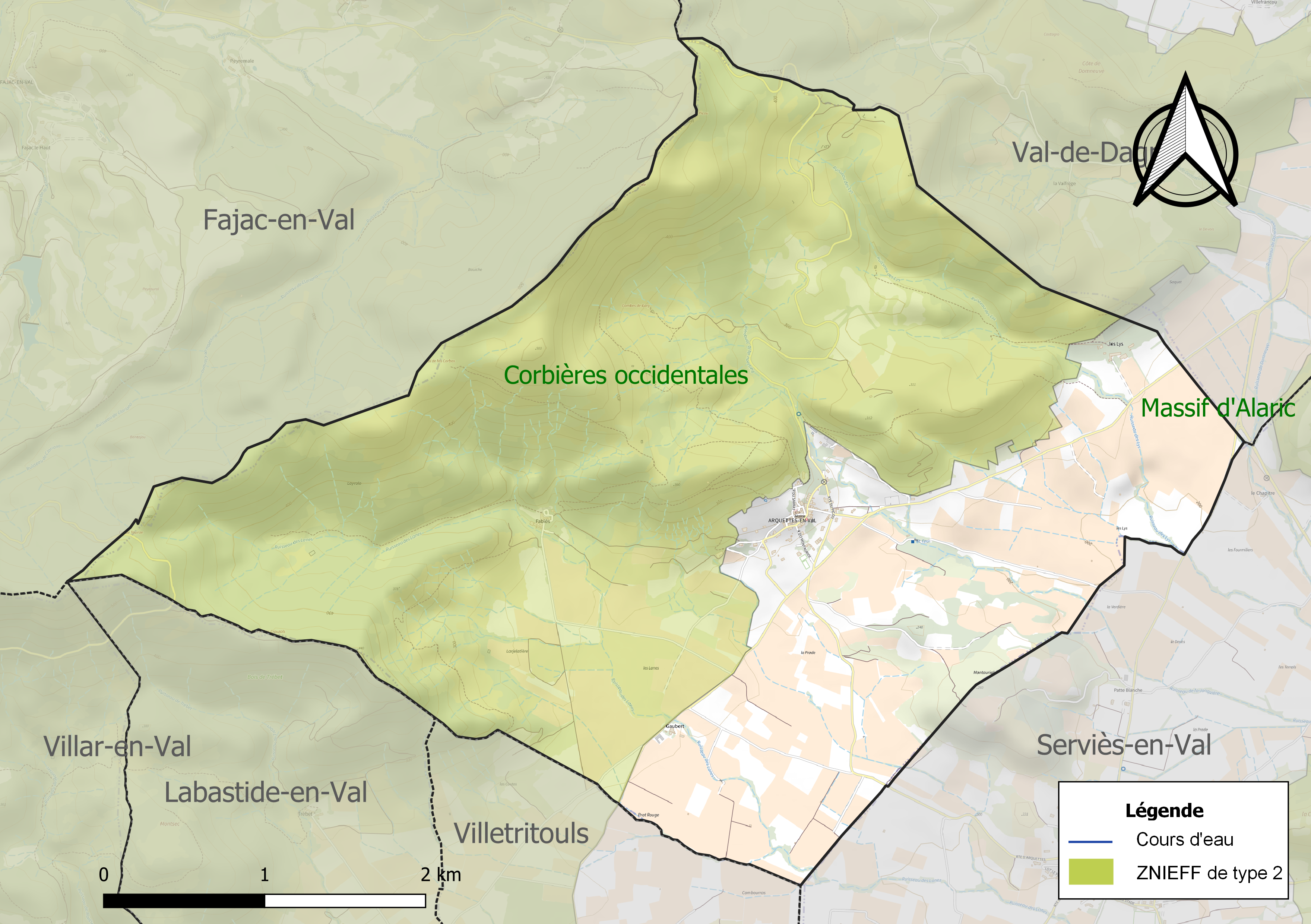
Carte de la ZNIEFF de type 2 sur la commune.

## Urbanisme

### Typologie
Au 1er janvier 2024, Arquettes-en-Val est catégorisée commune rurale à habitat très dispersé, selon la nouvelle grille communale de densité à 7 niveaux définie par l'Insee en 2022.
Elle est située hors unité urbaine. Par ailleurs la commune fait partie de l'aire d'attraction de Carcassonne, dont elle est une commune de la couronne,. Cette aire, qui regroupe 115 communes, est catégorisée dans les aires de 50 000 à moins de 200 000 habitants,.

### Occupation des sols
L'occupation des sols de la commune, telle qu'elle ressort de la base de données européenne d’occupation biophysique des sols Corine Land Cover (CLC), est marquée par l'importance des forêts et milieux semi-naturels (55,4 % en 2018), une proportion identique à celle de 1990 (55,4 %). La répartition détaillée en 2018 est la suivante : 
milieux à végétation arbustive et/ou herbacée (43,6 %), cultures permanentes (36,4 %), forêts (11,8 %), zones agricoles hétérogènes (8,2 %). L'évolution de l’occupation des sols de la commune et de ses infrastructures peut être observée sur les différentes représentations cartographiques du territoire : la carte de Cassini (XVIIIe siècle), la carte d'état-major (1820-1866) et les cartes ou photos aériennes de l'IGN pour la période actuelle (1950 à aujourd'hui).

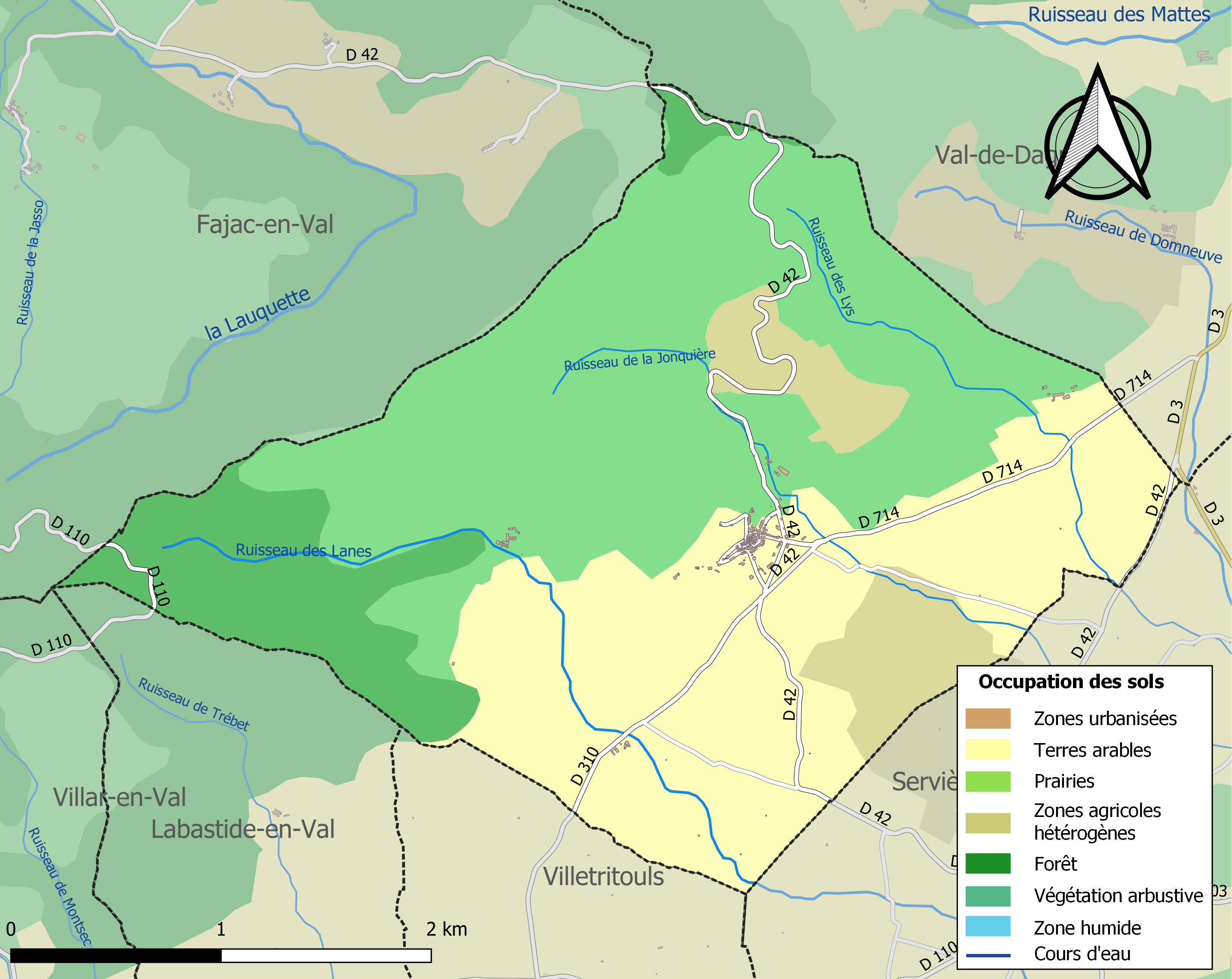
Carte des infrastructures et de l'occupation des sols de la commune en 2018 (CLC).

### Risques majeurs
Le territoire de la commune d'Arquettes-en-Val est vulnérable à différents aléas naturels : météorologiques (tempête, orage, neige, grand froid, canicule ou sécheresse), feux de forêts et séisme (sismicité faible). Un site publié par le BRGM permet d'évaluer simplement et rapidement les risques d'un bien localisé soit par son adresse soit par le numéro de sa parcelle.

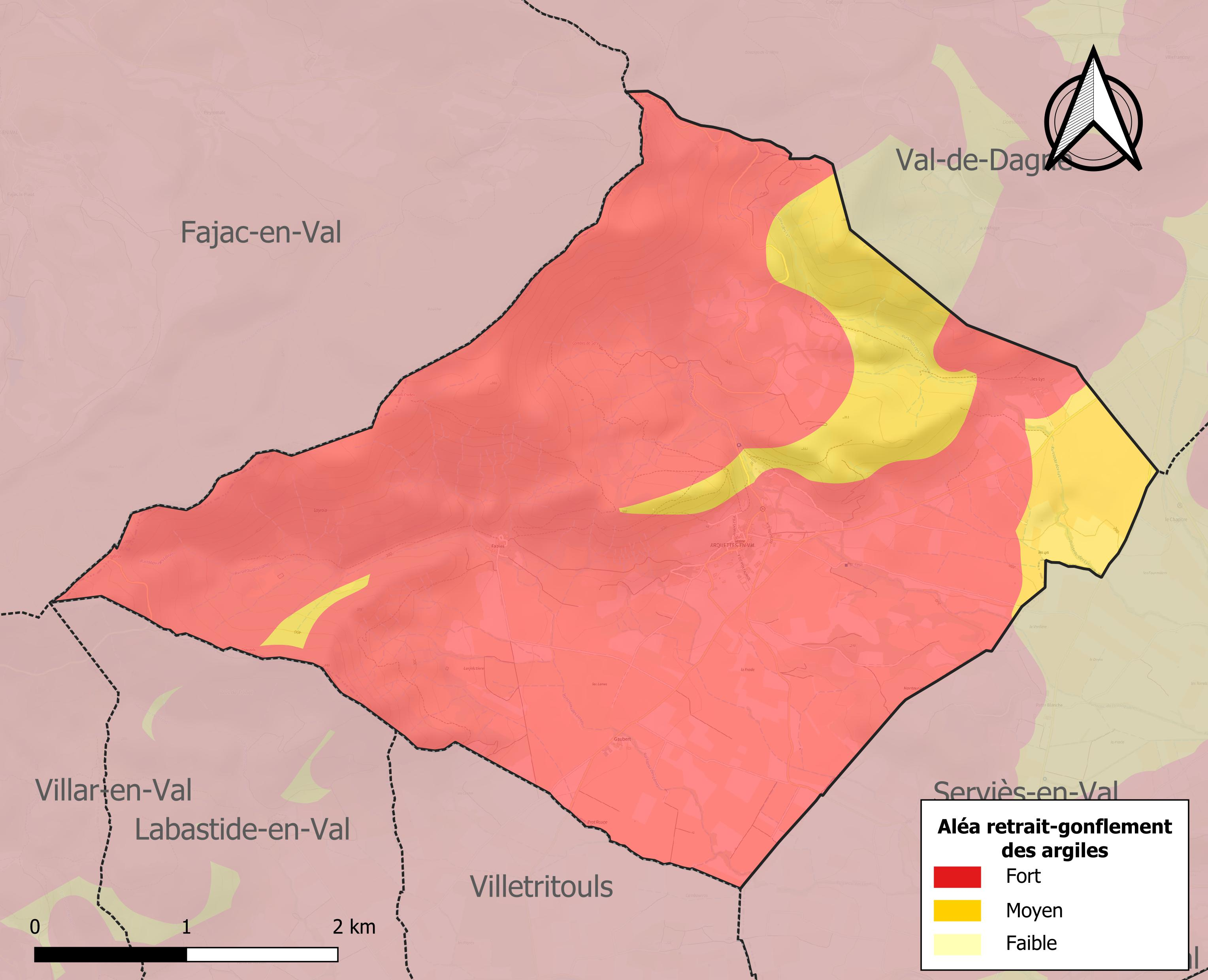
Carte des zones d'aléa retrait-gonflement des sols argileux d'Arquettes-en-Val.

Le retrait-gonflement des sols argileux est susceptible d'engendrer des dommages importants aux bâtiments en cas d’alternance de périodes de sécheresse et de pluie. La totalité de la commune est en aléa moyen ou fort (75,2 % au niveau départemental et 48,5 % au niveau national). Sur les 108 bâtiments dénombrés sur la commune en 2019, 108 sont en aléa moyen ou fort, soit 100 %, à comparer aux 94 % au niveau départemental et 54 % au niveau national. Une cartographie de l'exposition du territoire national au retrait gonflement des sols argileux est disponible sur le site du BRGM,.

## Histoire

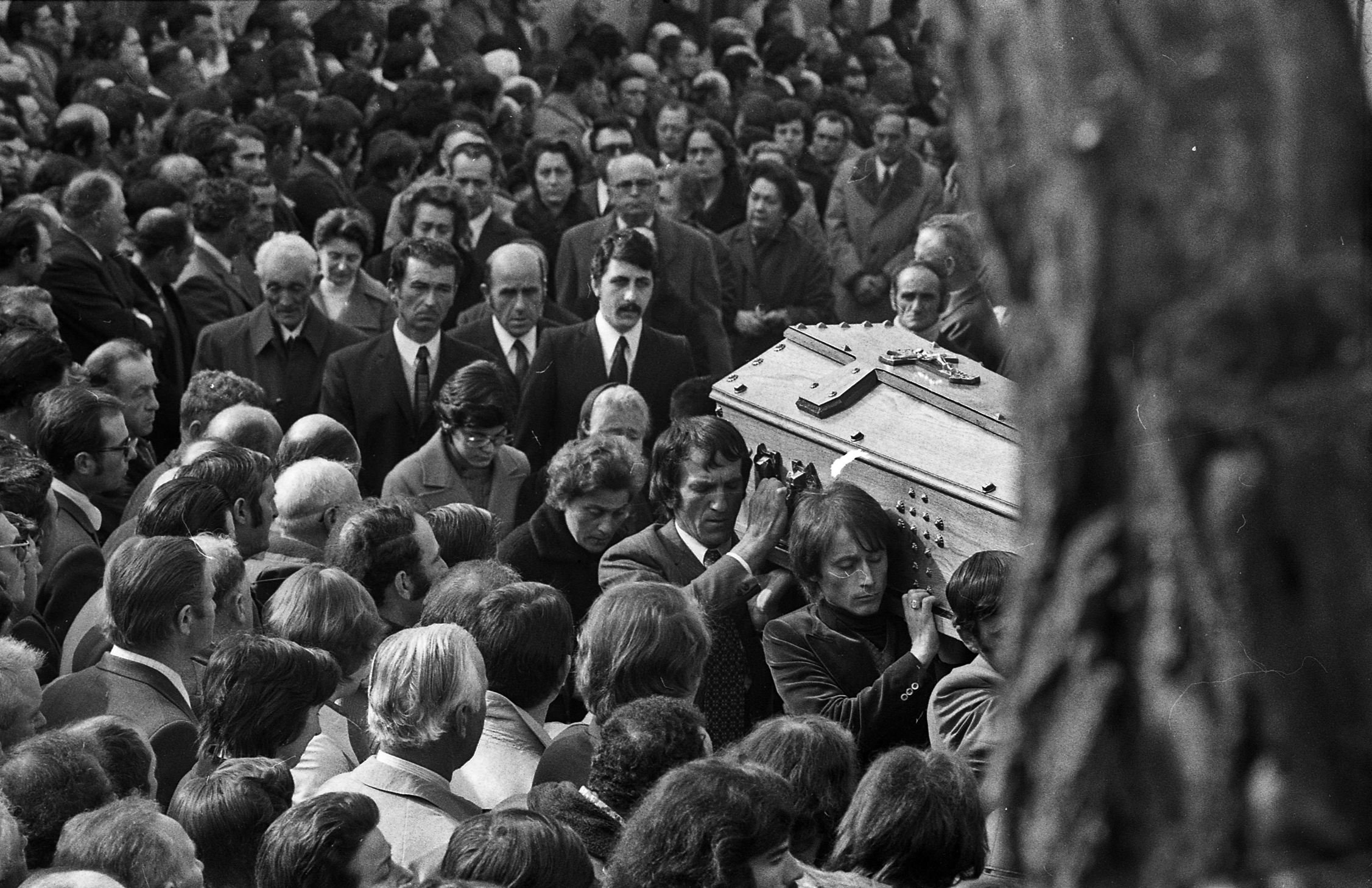
Obsèques d'Emile Pouytes, 6 mars 1976. Photographie d'André Cros, Archives de Toulouse.

Le 4 mars 1976, des vignerons manifestent à Montredon-des-Corbières. Lors de cette manifestation, un vigneron, Emile Pouytes, et un commandant de CRS, Joël Le Goff, trouvent la mort. Les obsèques d'Emile Pouytes ont lieu à Arquettes-en-Val deux jours plus tard, devant une foule compact.

### Héraldique
| Blason de Arquettes-en-Val | Blason  | D'argent aux deux bandes de sable.               |
| Blason de Arquettes-en-Val | Détails | Le statut officiel du blason reste à déterminer. |

## Politique et administration

### Découpage territorial
La commune d'Arquettes-en-Val est membre de l'intercommunalité Carcassonne Agglo, un établissement public de coopération intercommunale (EPCI) à fiscalité propre créé le 21 décembre 2012 dont le siège est à Carcassonne. Ce dernier est par ailleurs membre d'autres groupements intercommunaux.
Sur le plan administratif, elle est rattachée à l'arrondissement de Carcassonne, au département de l'Aude, en tant que circonscription administrative de l'État, et à la région Occitanie.
Sur le plan électoral, elle dépend du canton de la Montagne d'Alaric pour l'élection des conseillers départementaux, depuis le redécoupage cantonal de 2014 entré en vigueur en 2015, et de la troisième circonscription de l'Aude  pour les élections législatives, depuis le redécoupage électoral de 1986.

### Liste des maires
| Période | Période  | Identité        | Étiquette | Qualité |
| ------- | -------- | --------------- | --------- | ------- |
| 1983    | 2001     | Georges Bouges  |           |         |
| 2001    | 2008     | Bruno Séguy     |           |         |
| 2008    | 2010     | Lionel Carabasa |           |         |
| 2010    | 2014     | Bruno Séguy     |           |         |
| 2014    | En cours | André Pech      |           |         |

## Démographie
L'évolution du nombre d'habitants est connue à travers les recensements de la population effectués dans la commune depuis 1793. Pour les communes de moins de 10 000 habitants, une enquête de recensement portant sur toute la population est réalisée tous les cinq ans, les populations de référence des années intermédiaires étant quant à elles estimées par interpolation ou extrapolation. Pour la commune, le premier recensement exhaustif entrant dans le cadre du nouveau dispositif a été réalisé en 2004.

En 2022, la commune comptait 79 habitants, en stagnation par rapport à 2016 (Aude : +2,65 %, France hors Mayotte : +2,11 %).
| 1793 | 1800 | 1806 | 1821 | 1831 | 1836 | 1841 | 1846 | 1851 |
| ---- | ---- | ---- | ---- | ---- | ---- | ---- | ---- | ---- |
| 114  | 143  | 165  | 171  | 178  | 203  | 185  | 208  | 193  |

| 1856 | 1861 | 1866 | 1872 | 1876 | 1881 | 1886 | 1891 | 1896 |
| ---- | ---- | ---- | ---- | ---- | ---- | ---- | ---- | ---- |
| 183  | 179  | 183  | 171  | 184  | 269  | 274  | 236  | 238  |

| 1901 | 1906 | 1911 | 1921 | 1926 | 1931 | 1936 | 1946 | 1954 |
| ---- | ---- | ---- | ---- | ---- | ---- | ---- | ---- | ---- |
| 269  | 262  | 234  | 207  | 228  | 207  | 208  | 158  | 211  |

| 1962 | 1968 | 1975 | 1982 | 1990 | 1999 | 2004 | 2006 | 2009 |
| ---- | ---- | ---- | ---- | ---- | ---- | ---- | ---- | ---- |
| 172  | 148  | 114  | 118  | 111  | 96   | 94   | 93   | 95   |

| 2014 | 2019 | 2022 | - | - | - | - | - | - |
| ---- | ---- | ---- | - | - | - | - | - | - |
| 78   | 80   | 79   | - | - | - | - | - | - |

## Économie

### Emploi
| Division       | 2008   | 2013   | 2018   |
| -------------- | ------ | ------ | ------ |
| Commune        | 8,6 %  | 10,2 % | 6,1 %  |
| Département    | 10,2 % | 12,8 % | 12,6 % |
| France entière | 8,3 %  | 10 %   | 10 %   |

En 2018, la population âgée de 15 à 64 ans s'élève à 49 personnes, parmi lesquelles on compte 73,5 % d'actifs (67,3 % ayant un emploi et 6,1 % de chômeurs) et 26,5 % d'inactifs,. En  2018, le taux de chômage communal (au sens du recensement) des 15-64 ans est inférieur à celui de la France et du département, alors qu'en 2008 il était supérieur à celui de la France.
La commune fait partie de la couronne de l'aire d'attraction de Carcassonne, du fait qu'au moins 15 % des actifs travaillent dans le pôle,. Elle compte 19 emplois en 2018, contre 21 en 2013 et 30 en 2008. Le nombre d'actifs ayant un emploi résidant dans la commune est de 33, soit un indicateur de concentration d'emploi de 57,2 % et un taux d'activité parmi les 15 ans ou plus de 46,2 %.
Sur ces 33 actifs de 15 ans ou plus ayant un emploi, 17 travaillent dans la commune, soit 52 % des habitants. Pour se rendre au travail, 87,9 % des habitants utilisent un véhicule personnel ou de fonction à quatre roues et 12,1 % n'ont pas besoin de transport (travail au domicile).

### Activités hors agriculture
7 établissements sont implantés  à Arquettes-en-Val au 31 décembre 2019.
Le secteur du commerce de gros et de détail, des transports, de l'hébergement et de la restauration est prépondérant sur la commune puisqu'il représente 42,9 % du nombre total d'établissements de la commune (3 sur les 7 entreprises implantées  à Arquettes-en-Val), contre 32,3 % au niveau départemental.

### Agriculture
La commune fait partie de la petite région agricole dénommée « Région viticole ». En 2010, l'orientation technico-économique de l'agriculture  sur la commune est la viticulture (appellation et autre).
|                                   | 1988 | 2000 | 2010 |
| --------------------------------- | ---- | ---- | ---- |
| Exploitations                     | 19   | 20   | 21   |
| Superficie agricole utilisée (ha) | 475  | 1009 | 1020 |

Le nombre d'exploitations agricoles en activité et ayant leur siège dans la commune est passé de 19 lors du recensement agricole de 1988 à 20 en 2000 puis à 21 en 2010, soit une augmentation de 1,11 % en 22 ans. Le même mouvement est observé à l'échelle du département qui a perdu pendant cette période 52 % de ses exploitations. La surface agricole utilisée sur la commune a quant à elle augmenté, passant de 475 ha en 1988 à 1 020 ha en 2010. Parallèlement la surface agricole utilisée moyenne par exploitation a augmenté, passant de 25 à 49 ha.

## Culture locale et patrimoine

### Lieux et monuments

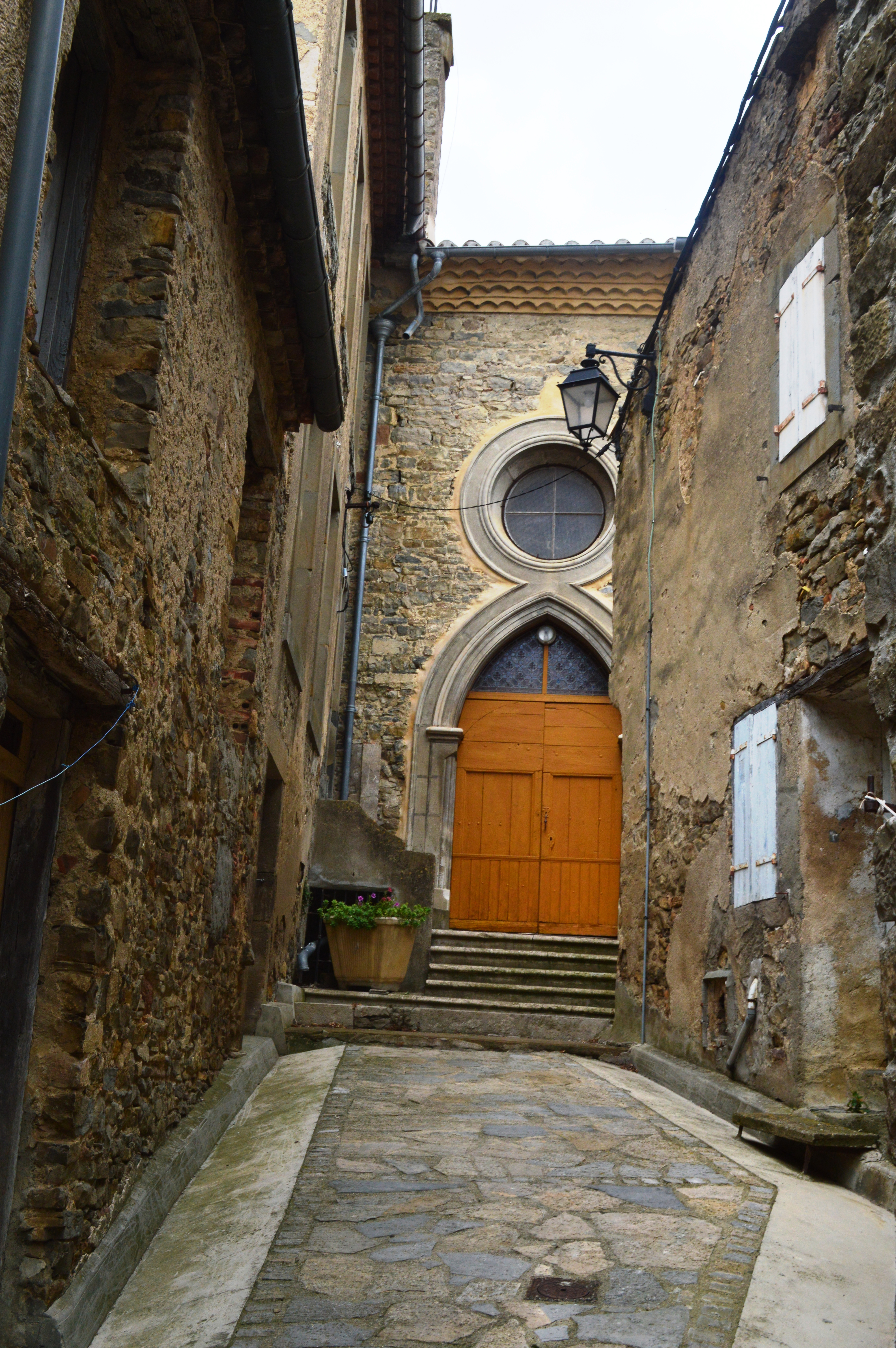
Église de Saint Saturnin.

Église de Saint-Saturnin d'Arquettes-en-Val : église du XIIIe siècle nichée au centre du village. Le porche et le clocher ont été restaurés en 1887,.
Église de la Nativité d'Arquettes-en-Val.
Prieuré de Fabiès : ancien prieuré devenu un domaine agricole privé,.

### Personnalités liées à la commune
- Émile Pouytès, vigneron né à Rieux-Minervois (Aude) le 1er juin 1924, décédé à Montredon-des-Corbières (Aude) le 4 mars 1976.
- Olivier de Termes (1200-1274), seigneur de Termes et d'Arquettes-en-Val.

## Pour approfondir